# كولن غروفز
كولون بيتر غروفز (بالإنجليزية: Colin Groves)‏‏ (24 يونيو 1942 - 30 نوفمبر 2017) كان أستاذ علم الإنسان الحيوي، بالجامعة الوطنية الأسترالية في كانبرا، أستراليا. ولد في إنجلترا 24 يونيو 1942، وحصل على البكالوريوس في العلوم في كلية لندن الجامعية عام 1963. هاجر إلى أستراليا سنة 1973 والتحق بالجامعة الوطنية، ورُقي إلى مرتبة أستاذ سنة 2000. استمر يعمل في الجامعة كأستاذ فخري حتى وفاته.